# An die Madonna
An die Madonna ist der Entwurf Friedrich Hölderlins zu einer Hymne. Hölderlin hat ihn teils (Vers 1 bis 74) auf Blätter des Homburger Foliohefts, teils (Vers 75 bis 164) auf ein separates Doppelblatt geschrieben. Wie in den gleichzeitigen „Christushymnen“, etwa Patmos, gestaltet Hölderlin seine Sicht des Hineinwirkens des Göttlichen – Christi, der antiken griechischen Götter, so hier der Madonna – in die Geschichte.

Mögliche Bild-Anregungen für Hölderlin
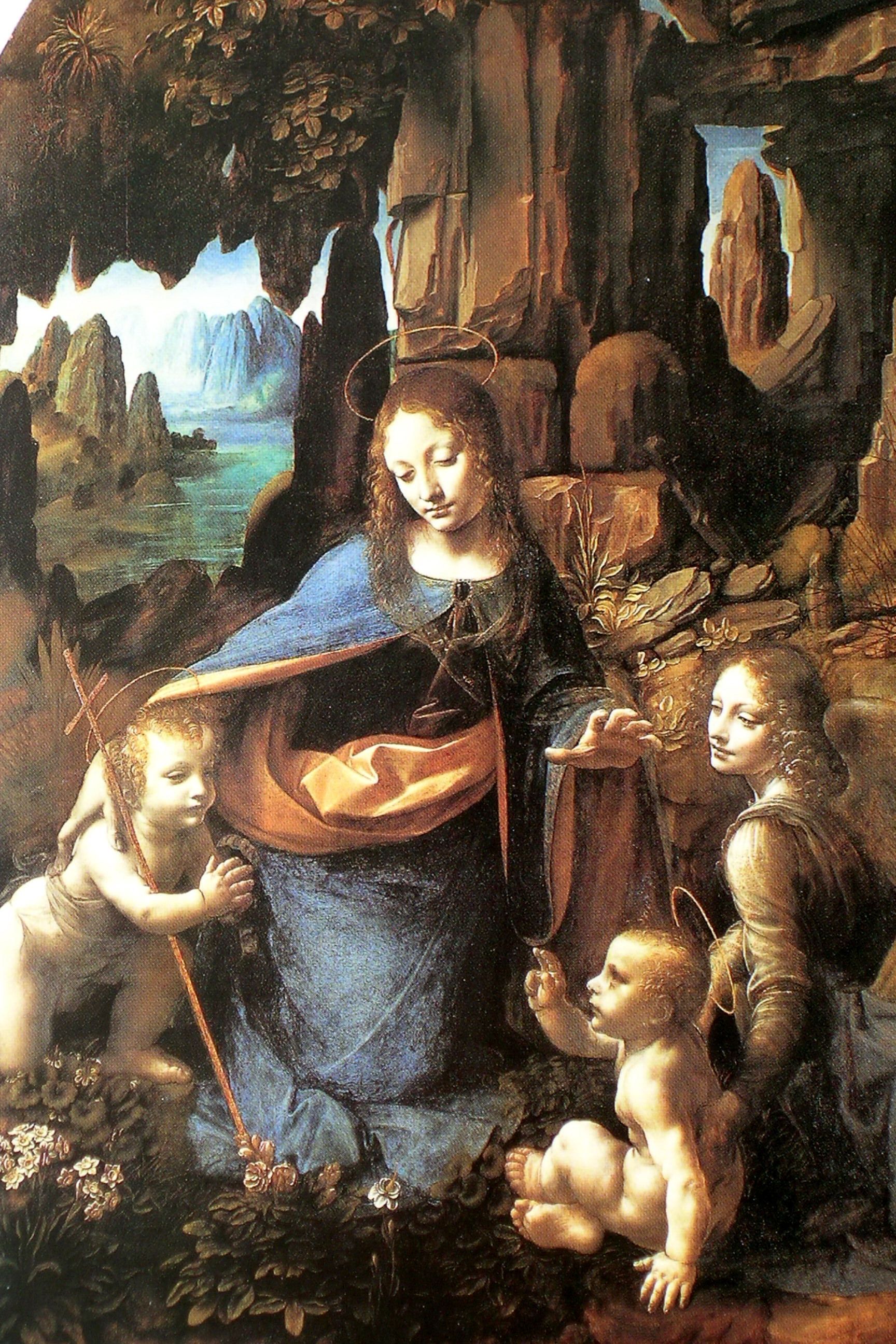
Felsgrottenmadonna von Leonardo da Vinci, zweite Fassung
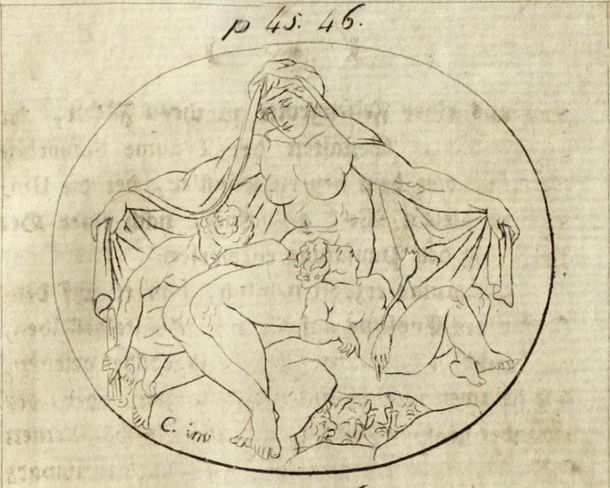
Die Nacht mit ihren Kindern Schlaf und Tod von Asmus Jakob Carstens
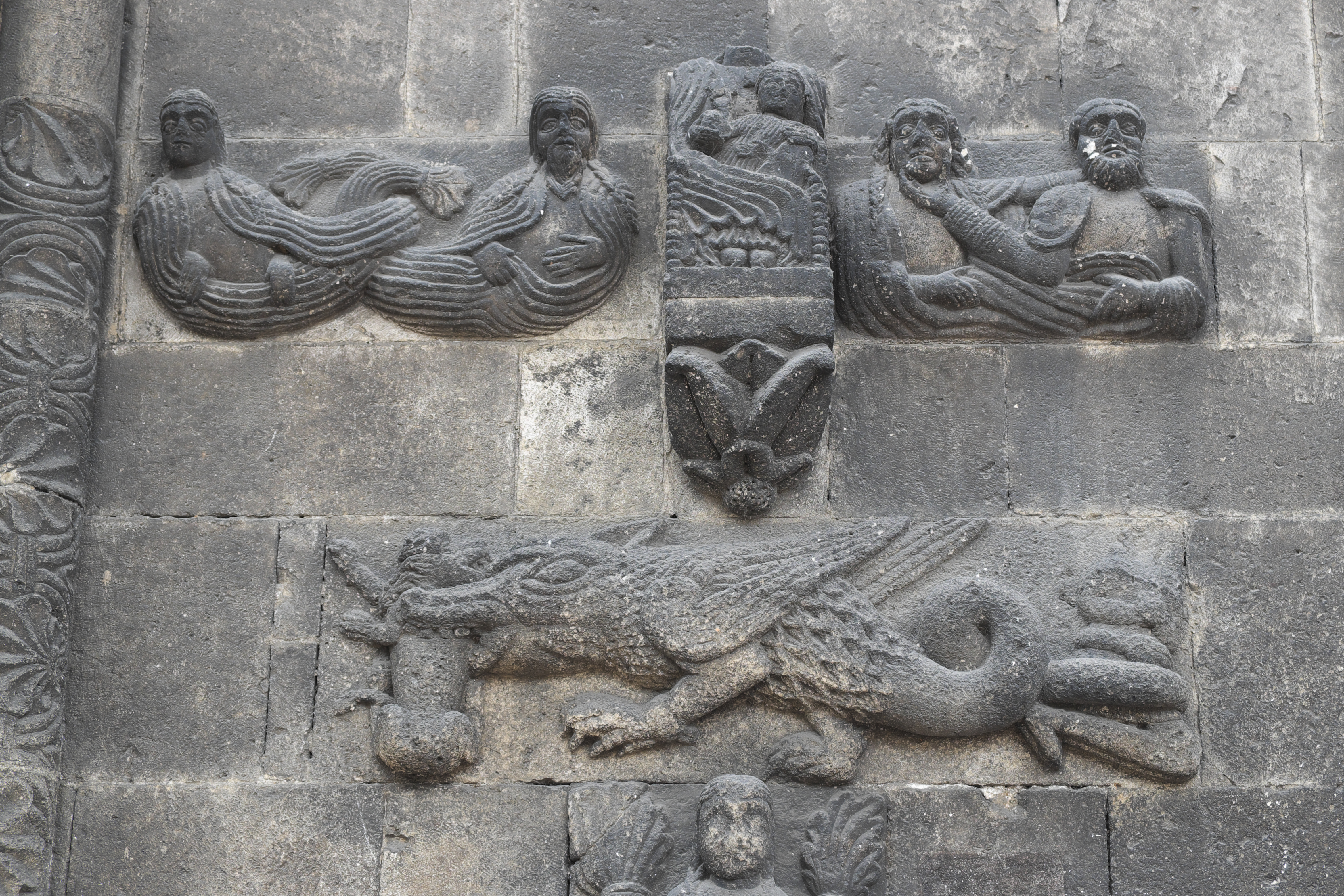
Drache vom Nordportal von St. Jakob (Regensburg)

## Entstehung und Überlieferung
Die Entstehungszeit ist die des Homburger Foliohefts, zwischen 1802, dem Jahr von Hölderlins viermonatigem Aufenthalt als Hauslehrer in Bordeaux, und 1807, dem Jahr der Aufnahme des Kranken in den Haushalt des Schreinermeisters Ernst Zimmer im Tübinger Hölderlinturm. Die Manuskripte sind als Digitalisate der Württembergischen Landesbibliothek zugänglich. Gedruckt wurde der Entwurf erst im 20. Jahrhundert, zuerst in Band 4 (1916) der historisch-kritischen Ausgabe der Werke Hölderlins von Norbert von Hellingrath, Friedrich Seebaß (1887–1963) und Ludwig von Pigenot (1891–1976), wo Anfang, Mitte und Ende des Textes getrennt aufgeführt werden („Entwurf einer Hymne an die Madonna“, „Aus dem Motivkreis der Madonnenhymne“ und „Noch eins ist aber zu sagen“). Den Zusammenhang stellte Franz Zinkernagel (1878–1935) in Band 5 (1926) seiner unvollständig gebliebenen historisch-kritischen Ausgabe her.
Neuere Drucke sind enthalten in:
- Band 2 „Gedichte nach 1800“ (1951; Band 2, 1 Textband; Band 2, 2 Kommentarband) der  historisch-kritischen Stuttgarter Ausgabe von Friedrich Beissner, Adolf Beck und Ute Oelmann (* 1949), und zwar in der Abteilung „Hymnische Entwürfe“; hier wird das Gedicht, das im Manuskript und bei Zinkernagel titellos ist, erstmals „An die Madonna“ überschrieben;
- Band 7 und 8 „Gesänge“ (2000) der historisch-kritischen Frankfurter Ausgabe von Dietrich Sattler;
- Band 1 (Text) und 2 (Kommentar) der Gedichtausgabe von Detlev Lüders[3] (1970);
- der Gedichtausgabe von Jochen Schmidt (1992);
- Band 1 (Texte) und Band 3 (Kommentare) der Ausgabe von Michael Knaupp (1992–1993).

Der Charakter von Hölderlins späten Manuskripten – Vollendetes, Entwürfe, kleine Bruchstücke und Korrekturen oft übereinandergeschrieben – macht die Erarbeitung eines von Hölderlin intendierten Textes schwer und im Ergebnis unsicher. Darum weichen die genannten Drucke voneinander ab. In diesem Artikel wird die überwiegend akzeptierte Fassung der Stuttgarter Ausgabe zitiert, mit der Lüders und Schmidt bis auf „Modernisierungen“ der Orthographie übereinstimmen.

## Text und Interpretation
Nach Renate Böschenstein-Schäfer liegt es „bei einem synkretistischen und um die Aufdeckung fundamentaler Prinzipien bemühten Dichter wie Hölderlin <...> nahe, den Gegenstand dieses Gedichtes zu bestimmen als ein generelles feminines Prinzip.“ In die Madonna mag der Gedanke an die Natur eingeflossen sein; die Erinnerung an Susette Gontard, Hölderlins „Diotima“, von deren „Madonnenkopfe“ er 1997 seinem Freund Christian Ludwig Neuffer geschrieben hatte; die germanische „Mutter Erde“ Nerthus, die er in der mit An die Madonna gleichzeitigen Hymne Der Ister „Hertha“ nannte; sowie, am wichtigsten, die griechische „Mutter Erde“ Gaia. Trotzdem ist das Gedicht primär eine Rückbesinnung auf die lutherische Prägung seiner Kindheit, auf Maria als die Mutter Jesu, die er sogar, katholisierend, als „Königin“ bezeichnet (Vers 53). In eine „Rechristianisierung“ von Hölderlins Denken schreibe sich das Gedicht ein.

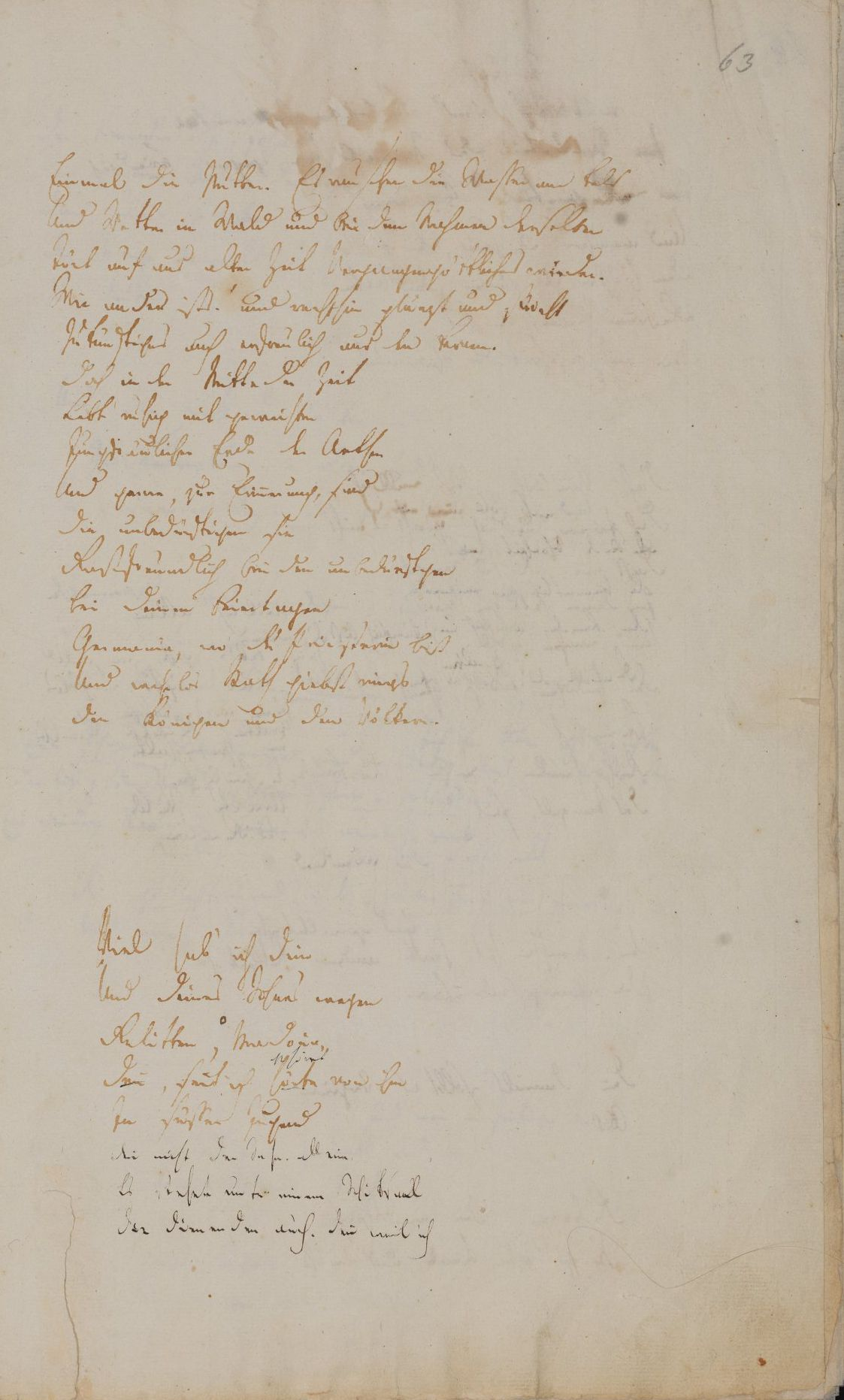
Vers 1–8

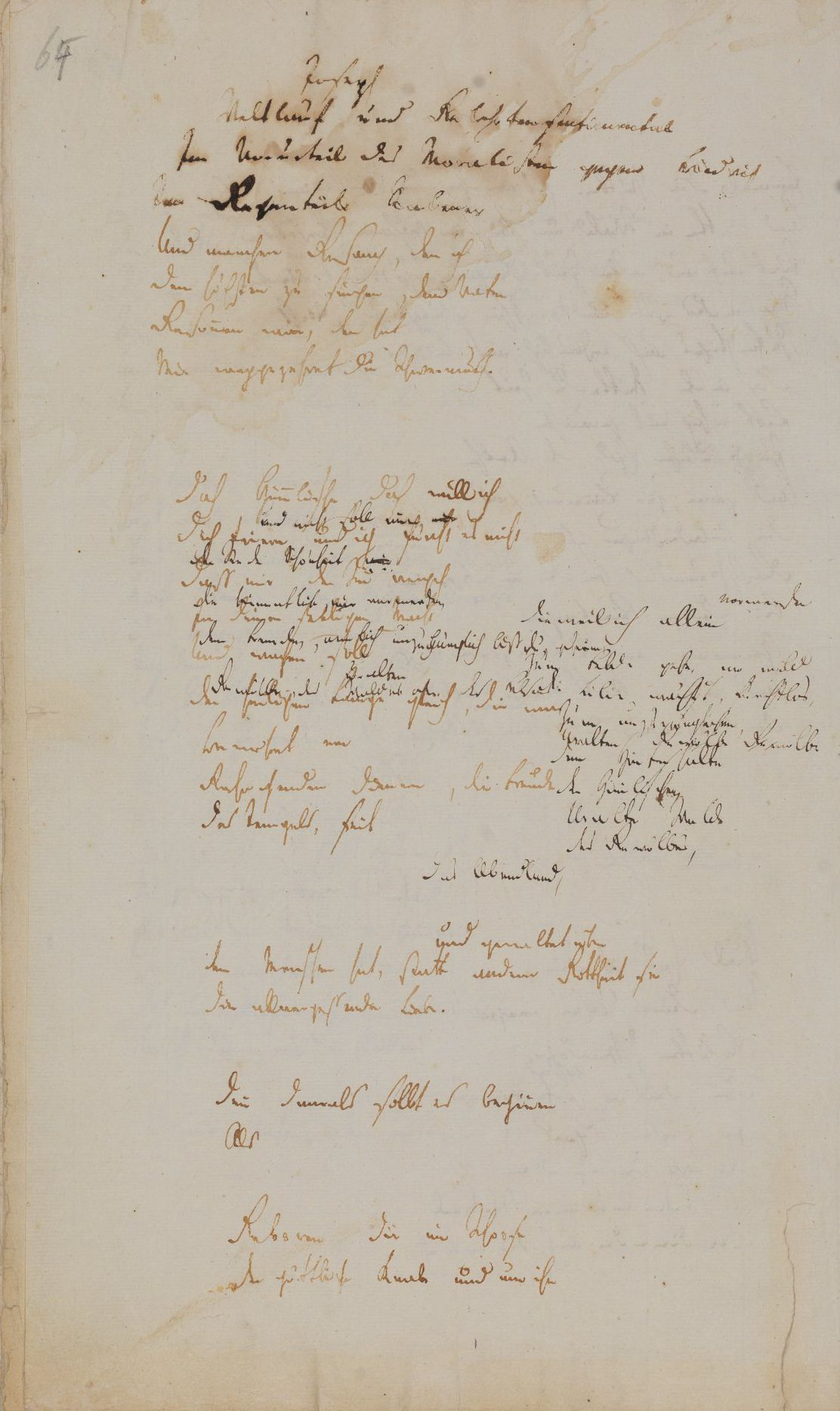
Vers 9–30

        An die Madonna

        Viel hab’ ich dein

        Und deines Sohnes wegen

        Gelitten, o Madonna,

        Seit ich gehöret von ihm

   5   In süßer Jugend;

        Denn nicht der Seher allein,

        Es stehen unter einem Schiksaal

        Die Dienenden auch. Denn weil ich

        Und manchen Gesang, den ich

 10   Dem höchsten zu singen, dem Vater

        Gesonnen war, den hat

        Mir weggezehret die Schwermuth.

        Doch Himmlische, doch will ich

        Dich feiern und nicht soll einer

 15   Der Rede Schönheit mir

        Die heimatliche, vorwerfen,

        Dieweil ich allein

        Zum Felde gehe, wo wild

        Die Lilie wächst, furchtlos,

 20   Zum unzugänglichen,

        Uralten Gewölbe

        Des Waldes,

                das Abendland,

                                und gewaltet über

 25   Den Menschen hat, statt anderer Gottheit sie

        Die allvergessende Liebe.
Leid der Madonna und ihres Sohnes wegen hatte die ungeliebte Erziehung zum protestantischen Pfarrer über Hölderlin gebracht. Das Leid, von dem das Gedicht in der Vergangenheitsform berichtet, resultierte aber vor allem aus der Schwierigkeit, die geliebte christliche Religion mit dem Schwinden seines Glaubens an einen persönlichen, transzendenten Gott und mit der geliebten griechischen Götterwelt zu vereinbaren. Mit diesem Leid deckt sich die „Schwermut“ (Vers 12), die ihn am „Gesang“ gehindert hat. Hölderlin hatte schließlich die Gestalt Christi aus der überlieferten Religion gelöst und mit den griechischen Göttern als den letzten von ihnen in eine Reihe gestellt, so in Brod und Wein. Sie alle gehörten seither für ihn mit der Natur und dem Kosmos zum pantheistischen Göttlichen, für das Baruch de Spinoza die Formel „deus sive natura – Gott oder auch die Natur“ geprägt hatte und das Hölderlin „Vater“ nennt (Vers 10). Eher als eine Rechristianisierung zeige das Gedicht eine „Repaganisierung“, schreiben Bennholdt-Thomsen und Guzzoni, insofern Christliches in die Natursphäre „rückübersetzt“ werde. In der glanzvollen Antike hatten die Menschen mit dem Vater in liebender Verbundenheit gelebt. Seitdem war diese Harmonie verschwunden, das Christentum hatte die anderen Götter (Vers 25) verdrängt. „Aber weh! es wandelt in Nacht, es wohnt, wie im Orkus, / Ohne Göttliches unser Geschlecht.“
Mit „Doch“ (Vers 13) wechselt das Tempus ins Präsens. Trotz des Leids will das Ich des Gedicht die Madonna feiern. Niemand soll ihm dabei „<d>er Rede Schönheit <...> vorwerfen“, als handele es sich um das vertraute, ungebührlich heimatliche (Vers 16) Marienlob. Die Madonna gehört einer un-heimatlichen, geheimnisvollen Sphäre an. Dafür steht die unzugängliche Grotte fern der Zivilisation, wo das Mariensymbol „Lilie“ wächst (Vers 19). Die Szenerie könnte nach Jochen Schmidt durch Leonardo da Vincis Felsgrottenmadonna angeregt sein, die (deren erste Fassung) Hölderlin bei der Rückkehr von Bordeaux Ende Mai 1802 im Louvre gesehen haben könnte. Zugleich nähern der Aufenthalt im „unzugänglichen, Uralten Gewölbe“ (Vers 20–21) und die naturhaft „wild“ wachsende Lilie die Madonna der „Mutter Erde“. Bennholdt-Thomsen und Guzzoni weisen auf eine andere mögliche Bildanregung für Hölderlin hin, den Kupferstich Die Nacht mit ihren Kindern Schlaf und Tod von Asmus Jakob Carstens in Karl Philipp Moritz’ Götterlehre oder mythologische Dichtungen der Alten. Moritz schreibt dazu, die Nacht sei „die fruchtbare Gebärerin aller Dinge“.
„Statt anderer Gottheit“ hat sich im „Abendland“ (Vers 23), in der Nacht der Götterferne, „<d>ie allvergessende Liebe“ der Madonna der Menschen angenommen. „Allvergessend“ ist die Liebe, insofern sie einerseits die Schuld der Menschen verzeiht, andererseits die übrigen Gottheiten hat vergessen lassen, an deren Stelle sie waltet. Der nächste Abschnitt arbeitet die Gestalt der Madonna heraus.

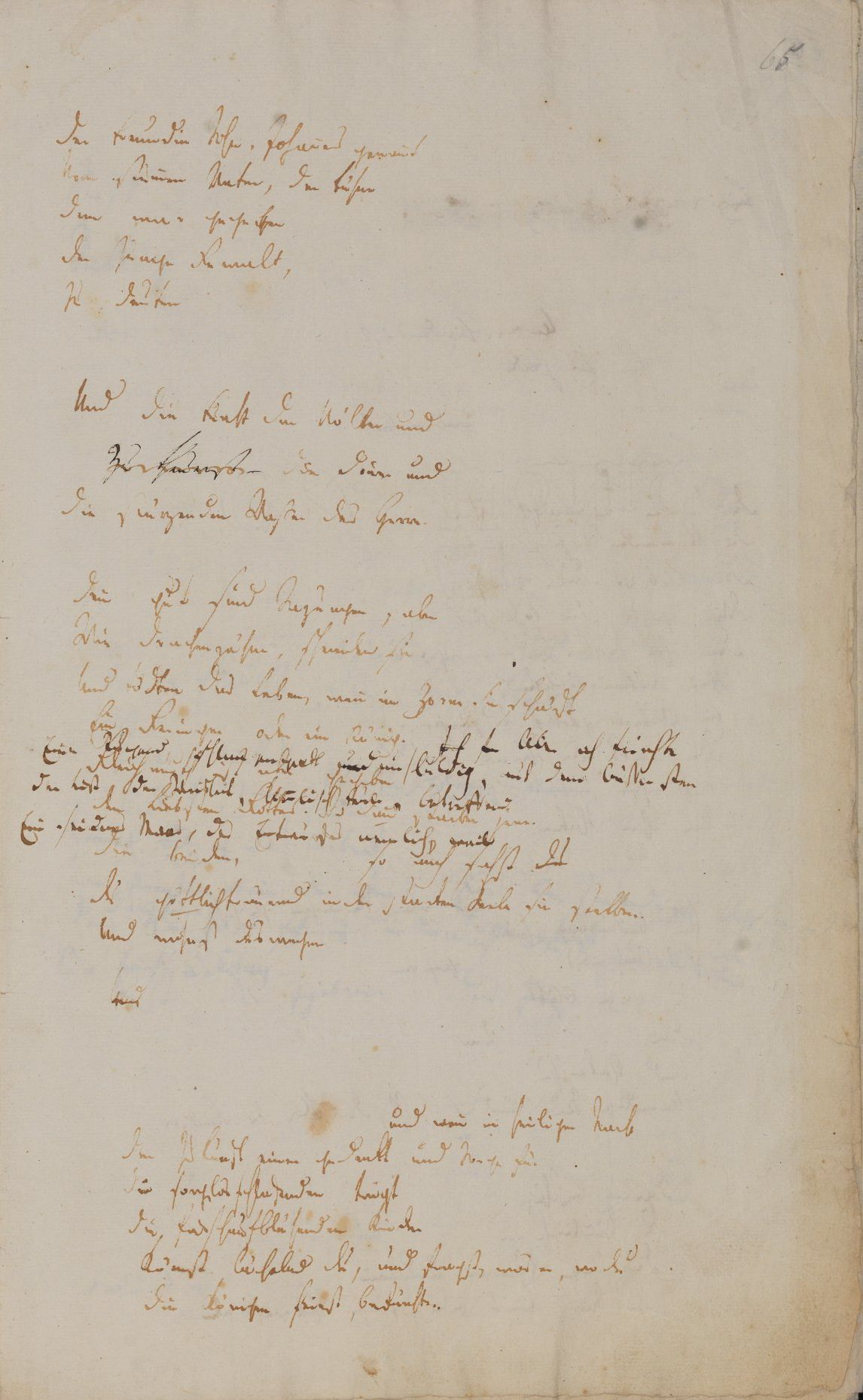
Vers 31–53

        Denn damals sollt es beginnen

        Als

        Geboren dir im Schoose

 30   Der göttliche Knabe und um ihn

        Der Freundin Sohn, Johannes genannt

        Vom stummen Vater, der kühne

        Dem war gegeben

        Der Zunge Gewalt,

 35   Zu deuten

        Und die Furcht der Völker und

        Die Donner und

        Die stürzenden Wasser des Herrn.

        Denn gut sind Sazungen, aber

 40   Wie Drachenzähne, schneiden sie

        Und tödten das Leben, wenn im Zorne sie schärft

        Ein Geringer oder ein König.

        Gleichmuth ist aber gegeben

        Den Liebsten Gottes. So dann starben jene.

 45   Die Beiden,                                      so auch sahst

        Du göttlichtrauernd in der starken Seele sie sterben.

        Und wohnst deswegen

                                                           und wenn in heiliger Nacht

        Der Zukunft einer gedenkt und Sorge für

 50   Die sorglosschlafenden trägt

        Die frischaufblühenden Kinder

        Kömmst lächelnd du, und fragst, was er, wo du

        Die Königin seiest, befürchte.
Wie Maria Jesus, so gebar ihre Verwandte Elisabet (Lk 1,36 ) Johannes den Täufer. Dessen Vater Zacharias hatte dem Erzengel Gabriel nicht geglaubt, der ihm einen Sohn ankündigte, und war mit Stummheit bestraft worden (Lk 1,19–20 ). Johannes aber wurde zu einem der deutenden „Seher“ (Vers 6), denen sich der Dichter als einer der „Dienenden“ (Vers 8) verbunden weiß. Die Katastrophen, die Johannes deutet, die „Furcht der Völker und / Die Donner und / Die stürzenden Wasser des Herrn“ (Vers 36–38), Zeichen von Gottes Zorn (Ps 18,14–16 ), leiten über zur Passion, zum Tod von Johannes und Jesus. An Zorn erinnern auch die „Drachenzähne“ (Vers 40). Literarische Anregung dafür war der Mythos von Kadmos. Als Bild-Anregung sind die romanischen Drachenskulpturen am Nordportal von St. Jakob in Regensburg vorgeschlagen worden, wo Hölderlin sich im Herbst 1802 aufgehalten hatte. Könige, die an sich gute Satzungen missbrauchten, könnten Kreon sein, der Antigone in den Tod trieb, oder Herodes Antipas, der Johannes enthaupten ließ (Mt 14,1–12 ).
Zum Zorn kontrastiert der „Gleichmut“ (Vers 43), mit dem Jesus und Johannes starben. Maria nahm „göttlichtrauernd in der starken Seele“ (Vers 46) teil an ihrem Schicksal. „Hier ist der Angelpunkt des ersten, der christlichen Muttergottheit gewidmeten Gedichtteils: daß es möglich ist, die Passion auszuhalten, begründet die Zuversicht, die sie nun ausstrahlen kann als Wächterin über das Schicksal der Kinder in der ‚heiligen Nacht‘,“ der gegenwärtigen Nacht der Götterferne.
Das Motiv der sorgenden und beschützenden Mutterliebe wird im folgenden, Maria immer implizierend, am Beispiel der Gaia durchgespielt, von der Hesiod in der Theogonie erzählt.

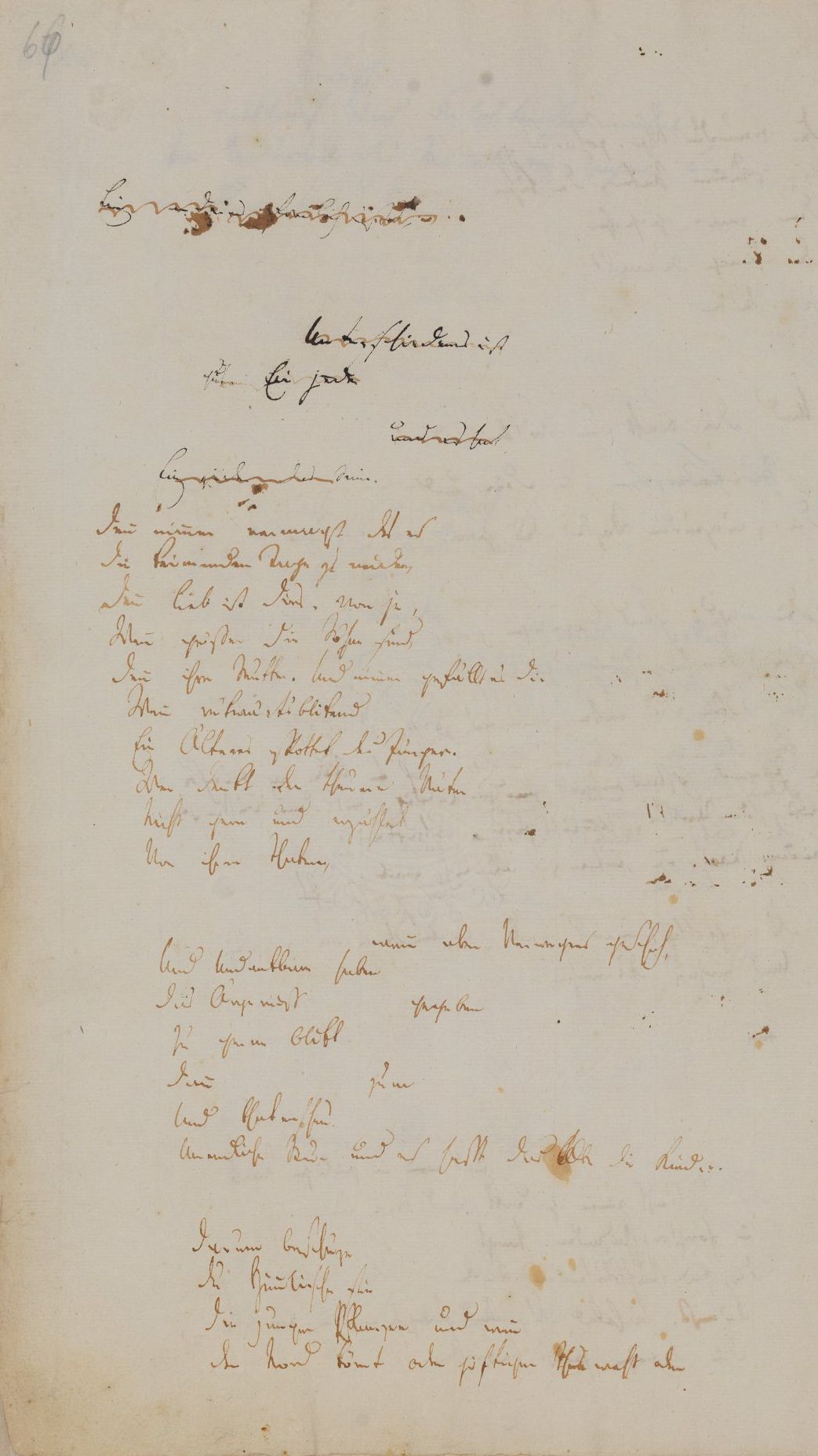
Vers 54–74

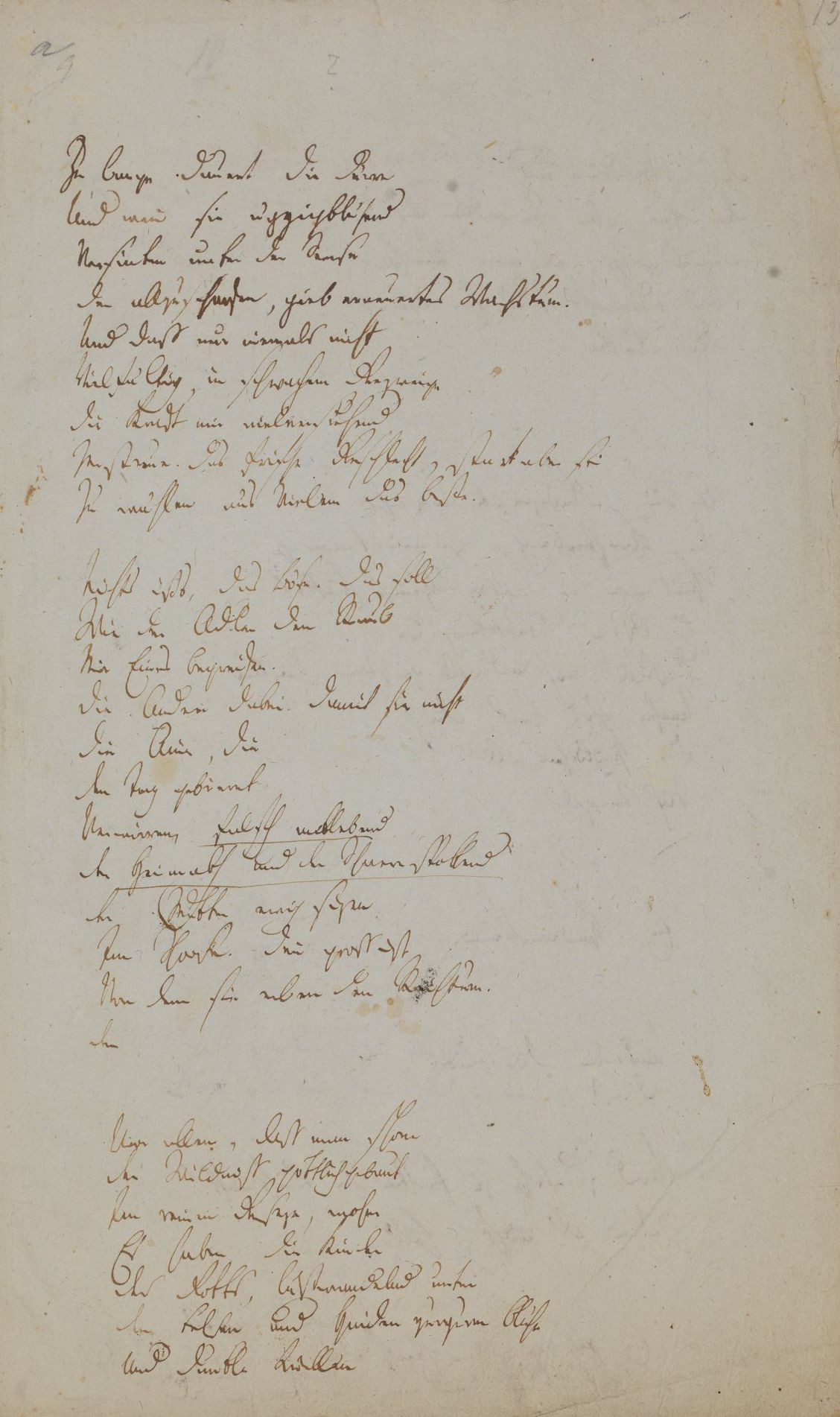
Vers 75–102

        Denn nimmer vermagst du es

 55   Die keimenden Tage zu neiden,

        Denn lieb ist dirs, von je,

        Wenn größer die Söhne sind,

        Denn ihre Mutter. Und nimmer gefällt es dir

        Wenn rükwärtsblikend

 60   Ein Älteres spottet des Jüngern.

        Wer denkt der theuern Väter

        Nicht gern und erzählet

        Von ihren Thaten,

                                                          wenn aber Verwegnes geschah,

 65   Und Undankbare haben

        Das Ärgerniß                         gegeben

        Zu gerne blikt

        Dann                          zum

        Und thatenscheu

 70   Unendliche Reue und es haßt das Alte die Kinder.

        Darum beschüze

        Du Himmlische sie

        Die jungen Pflanzen und wenn

        Der Nord kömmt oder giftiger Thau weht oder

 75   Zu lange dauert die Dürre

        Und wenn sie üppigblühend

        Versinken unter der Sense

        Der allzuscharfen, gieb erneuertes Wachstum.

        Und daß nur niemals nicht

 80   Vielfältig, in schwachem Gezweige

        Die Kraft mir vielversuchend

        Zerstreue das frische Geschlecht, stark aber sei

        Zu wählen aus Vielem das beste.
Gaia hatte sich gegen Uranos auf die Seite der Titanen gestellt, ihrer Kinder von Uranos, dann auf die Seite des Zeus gegen dessen Vater, den Titanen Kronos, beide Mal auf die Seite der „keimenden Tage“. „Der mütterliche Schutz ist notwendig, weil das Göttliche als negative Macht <...> sich in einem Übermaß an Gewalt zu entladen vermag, das von Neid, Haß und Spott auf jüngere Entwicklungsstufen kündet.“ Die Verse sprechen nach Beissner „von der Heilsamkeit eines freundlichen Verhältnisses zwischen den Generationen <...>, von der älteren zur jüngeren und umgekehrt“, das nur dann gestört werde, wenn „Verwegnes geschah“ (Vers 64). „Verwegnes erwählt“ in der Hymne Der Rhein, wer „den Göttern gleich zu werden getrachtet“, etwa die Titanen, die sich gegen die olympischen Götter erhoben.
Gaia, „Mutter Erde“ mehr als Maria ist auch die „Himmlische“ (Vers 72), die die „jungen Pflanzen“ schützen soll. Mit der „Sense“ (Vers 76) taucht wieder Hesiods Theogonie auf, wo Gaia dem Kronos die Sichel gibt, den Vater Uranos zu entmannen. „Aus Vielem bas beste“ wählen (Vers 83) soll unter dem Schutz Marias und Gaias „das frische Geschlecht“ (Vers 82), sollen die „frischaufblühenden Kinder“ (Vers 51). Dazu mahnt auch die Ode Lebenslauf: „Alles prüfe der Mensch, sagen die Himmlischen.“

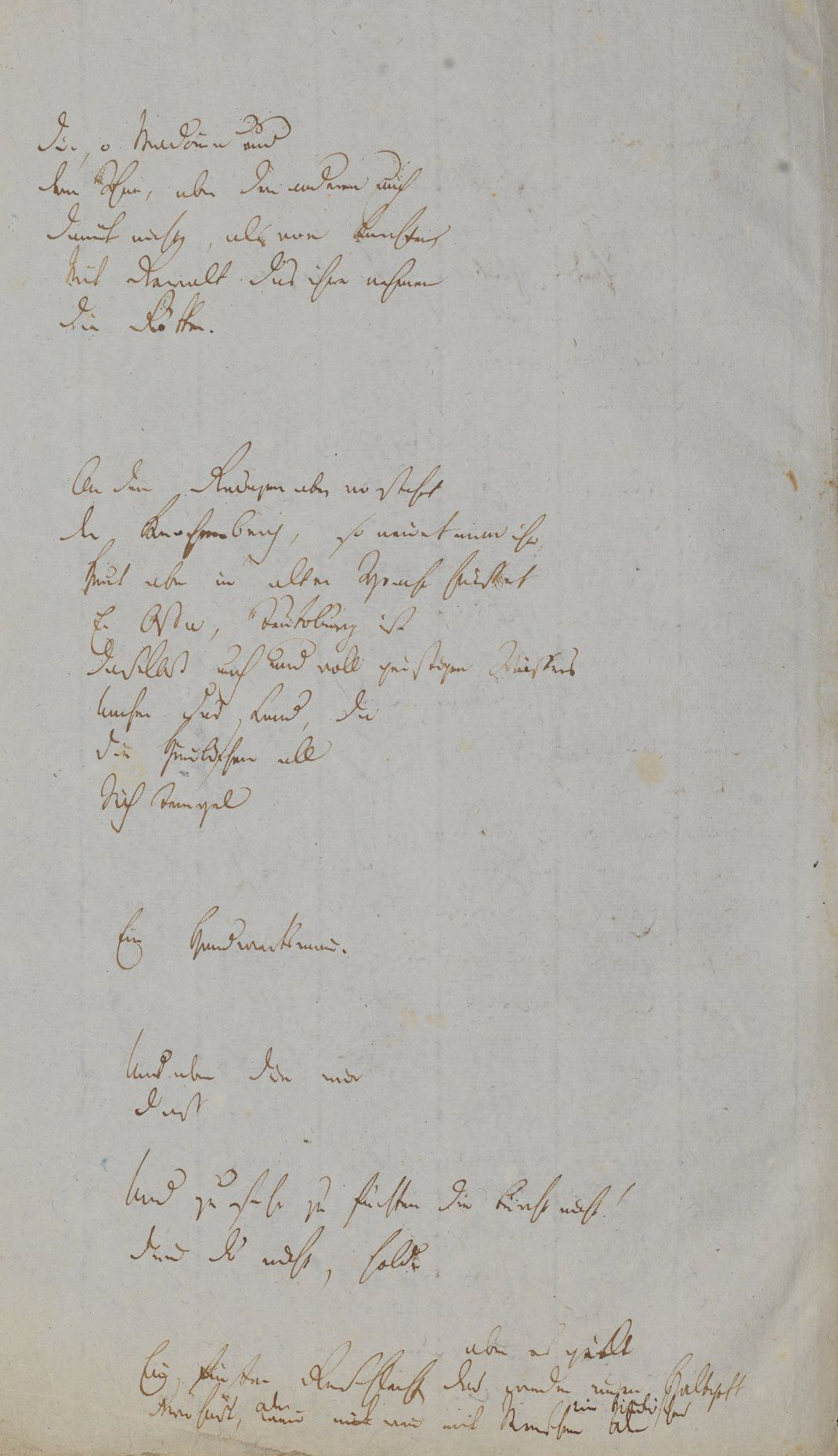
Vers 103–123

        Nichts ists, das Böse. Das soll

 85   Wie der Adler den Raub

        Mir Eines begreifen.

        Die Andern dabei. Damit sie nicht

        Die Amme, die

        Den Tag gebieret

 90   Verwirren, falsch anklebend

        Der Heimath und der Schwere spottend

        Der Mutter ewig sizen

        Im Schoose. Denn groß ist

        Von dem sie erben den Reichtum.

 95   Der

        Vor allem, daß man schone

        Der Wildniß göttlichgebaut

        Im reinen Geseze, woher

        Es haben die Kinder

100  Des Gotts, lustwandelnd unter

        Den Felsen und Haiden purpurn blühn

        Und dunkle Quellen

        Dir, o Madonna und

        Dem Sohne, aber den anderen auch

105  Damit nicht, als von Knechten,

        Mit Gewalt das ihre nehmen

        Die Götter.

        An den Gränzen aber, wo stehet

        Der Knochenberg, so nennet man ihn

110  Heut, aber in alter Sprache heißet

        Er Ossa, Teutoburg ist

        Daselbst auch und voll geistigen Wassers

        Umher das Land, da

        Die Himmlischen all

115  Sich Tempel

        Ein Handwerksmann.
Was das „frische Geschlecht“, was die „frischaufblühenden Kinder“ – jedermann, „Eines“ und „<d>ie Andern“ (Vers 86 und 87) – beim Wählen des Besten (Vers 83) wie ein „Adler <...> begreifen“ und festhalten sollen, ist die Grundeinsicht: „Nichts ists, das Böse.“ (Vers 84). Es ist die Negativformulierung von „Denn alles ist gut“ der Hymne Patmos – Theodizeeformeln, die im Anschluss an den Platonismus besagen, dass dem Bösen keine selbständige Existenz zukomme; es sei lediglich ein Mangel an Gutem. In diesem Wissen sollen die Jungen aufbrechen, nicht „tatenscheu“ (Vers 69) „<d>er Mutter ewig sizen / Im Schoose“ (Vers 92–93). Die Aufbruchwilligen erwartet als ihr Erbteil „Reichtum“.
Der nicht genannte Erblasser ist der Vater, der will, „daß man schone / Der Wildniß göttlichgebaut / Im reinen Geseze“ (Vers 91–93). Der Schonung bedarf „die Erde <...> als Wohnort der Menschen und <...> Ort der Einkehr der Götter, und zwar in der Zeit und für die Zeit der Vorbereitung und Erwartung“. Dort lustwandeln (Vers 100) „die Kinder / Des Gotts“ (Vers 99–100), die Menschen, die den Sinnspruch „Nichts ists, das Böse“ verinnerlicht haben und aufgebrochen sind, die wahre Natur des Göttlichen zu erfahren. Die purpurn blühenden Heiden ähneln der nordischen „Heide des Rehs“ aus dem Gedicht Lebensalter. Die Heiden blühen und die Quellen rinnen „<d>ir, o Madonna und / Dem Sohne, aber den anderen auch“. Die emphatische Anrufung unterstreicht, dass die Gegebenheiten der Natur die Madonna, Christus und auch die anderen Götter verehren. Dasselbe geziemt sich für die Menschen, „<d>amit nicht, als von Knechten / Mit Gewalt das ihre nehmen / Die Götter“. „Hier wie in anderen Hymnen <...> wendet sich Hölderlin gegen den christlichen Ausschließlichkeitsanspruch, indem er auch die ‚anderen‘ göttlichen Gestalten einbezieht.“
Die Landschaft bleibt norddeutsch. Der „Knochenberg“ (Vers 109) ist ein Berg bei Bad Driburg, wo Hölderlin im Sommer 1796 einen Monat verbracht hatte. In der Nähe liegt der von Hölderlin „Teutoburg“ (Vers 111) genannte Berg Grotenburg. „Hölderlin gibt hier seiner Lust nach, die Zeiten untereinanderzubringen <...>, indem er den thessalischen Berg Ossa, den die Giganten im Kampf gegen die Götter mit dem Pelion und dem Olymp aufeinandertürmten <...>, in Beziehung setzt zu dem Knochenberg, der ebenfalls in einer Übergangszeit Schauplatz wichtiger vaterländischer Entscheidung ward und zugleich auch von fern den Namen Golgatha (‚Schädelstätte‘) anklingen läßt. Es tut dabei nichts zur Sache, daß der Name Ossa etymologisch ebensowenig mit lat. os, ossis (Knochen, Gebein) zu tun hat wie der Name des Berges Knochen.“ Auch der Passus „voll geistigen Wassers“ ist anspielungsreich.
Jedenfalls wollen in dieser deutschen, von Hölderlin gern „hesperisch“ genannten Landschaft die Götter (Vers 107), „<d>ie Himmlischen all / Sich Tempel“ (Vers 114–115) errichten lassen, „dann nämlich, wenn mit dem Ende des Christentums die Rückkehr der Götter auf die Erde erfolgt, deren Walten in der Zwischenzeit die Madonna vertritt“. Der „Handwerksmann“ (Vers 116) mag am Bau der Tempel mitwirken.

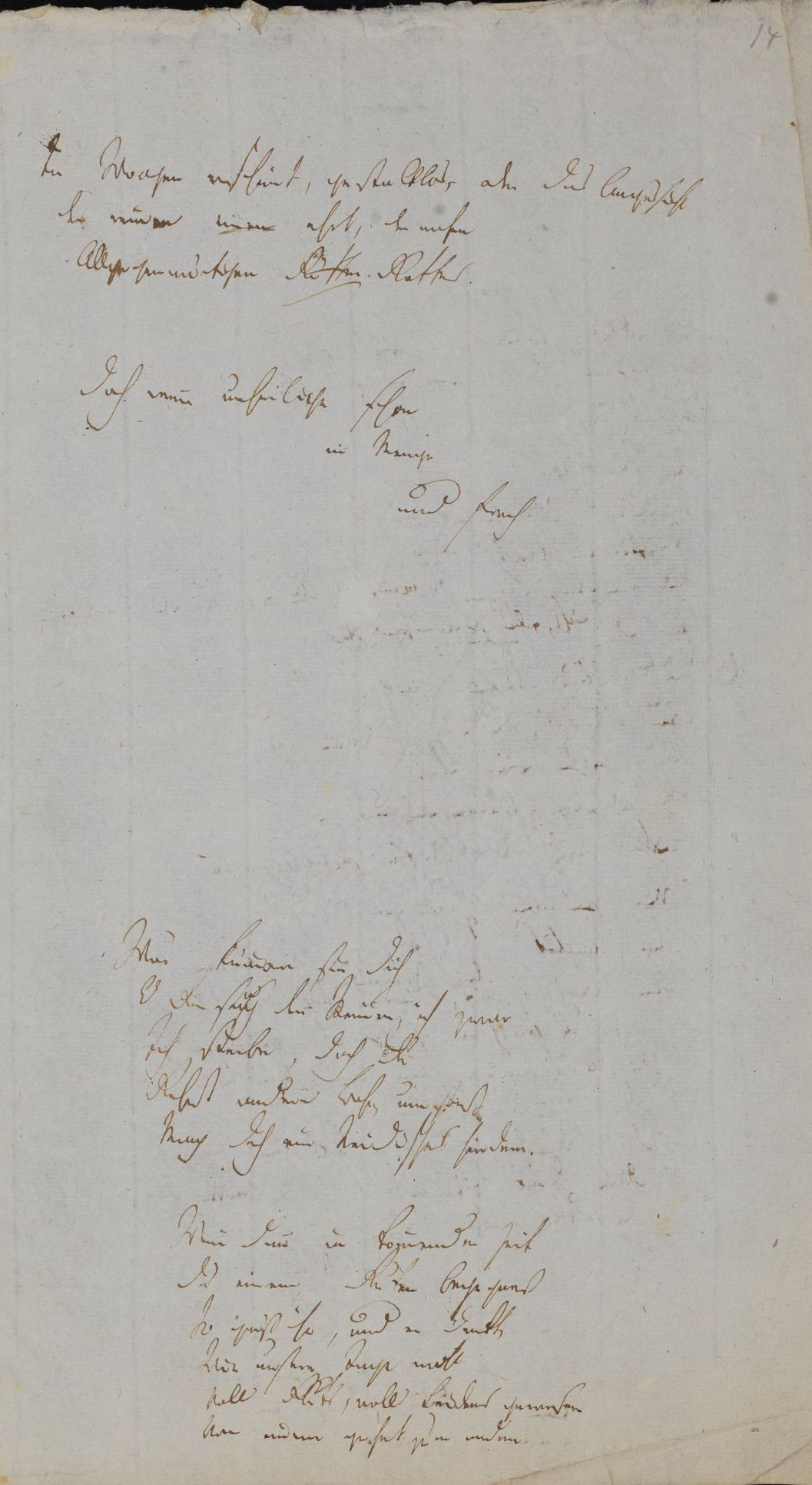
Vers 124–140

        Uns aber die wir

        Daß

        Und zu sehr zu fürchten die Furcht nicht!

120  Denn du nicht, holde

                                                             aber es giebt

        Ein finster Geschlecht, das weder einen Halbgott

        Gern hört, oder wenn mit Menschen ein Himmlisches oder

        In Woogen erscheint, gestaltlos, oder das Angesicht

125  Des reinen ehrt, des nahen

        Allgegenwärtigen Gottes.

        Doch wenn unheilige schon

                                                  in Menge

                                                                      und frech

130  Was kümmern sie dich

        O Gesang den Reinen, ich zwar

        Ich sterbe, doch du

        Gehest andere Bahn, umsonst

        Mag dich ein Neidisches hindern.

135  Wenn dann in kommender Zeit

        Du einem Guten begegnest

        So grüß ihn, und er denkt,

        Wie unsere Tage wohl

        Voll Glüks, voll Leidens gewesen.

140  Von einem gehet zum andern
Zu Beginn hatte sich das Ich „furchtlos“ genannt (Vers 19). Darin hatte die Madonna es bestärkt, und darin bestärkt sie es jetzt, bei der letzten Anrede in dem Gedicht: „Denn du nicht, holde“ (Vers 120). Als Gegenstand der abgewehrten Furcht wird „<e>in finster Geschlecht“ (Vers 122) genannt, das das Göttliche in allen seinen Erscheinungsformen ablehnt: den „Halbgott“, vielleicht Christus, die heidnischen Götter – in Menschengestalt oder „in Woogen <...> gestaltlos“ –, den „<a>llgegenwärtigen“ Vater. Das finstere Geschlecht könnten die Titanen der griechischen Mythologie sein, eher aber Hölderlins Zeitgenossen. Für Böschenstein-Schäfer sind es die „modernen Atheisten“. „Von diesen, die der vor dem Göttlichen blinden, ‚Barrabam!‘ schreienden Menge der Verfolger Christi entsprechen, droht dem Dichter des Göttlichen Tod.“ Für Bennholdt-Thomsen und Guzzoni ist es „die Christenheit überhaupt in ihrer Blindheit seit Anfang an, möglicherweise insbesondere die institutionalisierte Geistlichkeit, deren Verständnis vom Göttlichen Hölderlin von Jugend auf in zunehmendem Maße ablehnte. Die Kenntnis der christlichen Lehre und Haltung brachte ihm, wie es zu Beginn des Gesangs in einem autobiographischen Rückblick heißt, von früh auf Leid <...>. Viel später versuchte er, Christus der christlichen Religion zu entziehen und für seine eigene Auffassung des Göttlichen zu gewinnen. Zu diesem Versuch veranlaßte ihn die Erkenntnis, daß die hesperische Kultur zwar auf dem Boden der christlichen, aber nur durch deren Überwindung entstehen kann. Die Madonna-Hymne steht im Zeichen diess Versuchs.“
Wie aber das finstere Geschlecht, die Unheiligen und Frechen „in Menge“ (Vers 127–129) drohen mögen, wie sicher dem biographischen Ich auch der Tod ist (Vers 131–132), auf dem „Höhepunkt“, „der poetischen Klimax“ des Gedichts redet das Ich jetzt das Gedicht selbst an, den „Gesang den Reinen“ (Vers 131). Er soll zu einem Mittel werden, Tod und Vergänglichkeit zu überwinden, er soll „wenn <...> in kommender Zeit / Du einem Guten begegnest“ (Vers 135–136), ihn grüßen. Des kommenden Göttertags ist sich der Dichter nicht oder nicht mehr sicher, geschweige, dass er ihn zu erleben erwartet. Die Botschaft an den Kommenden ist bescheiden, wehmütig: „Wie unsere Tage wohl / Voll Glüks, voll Leidens gewesen“.

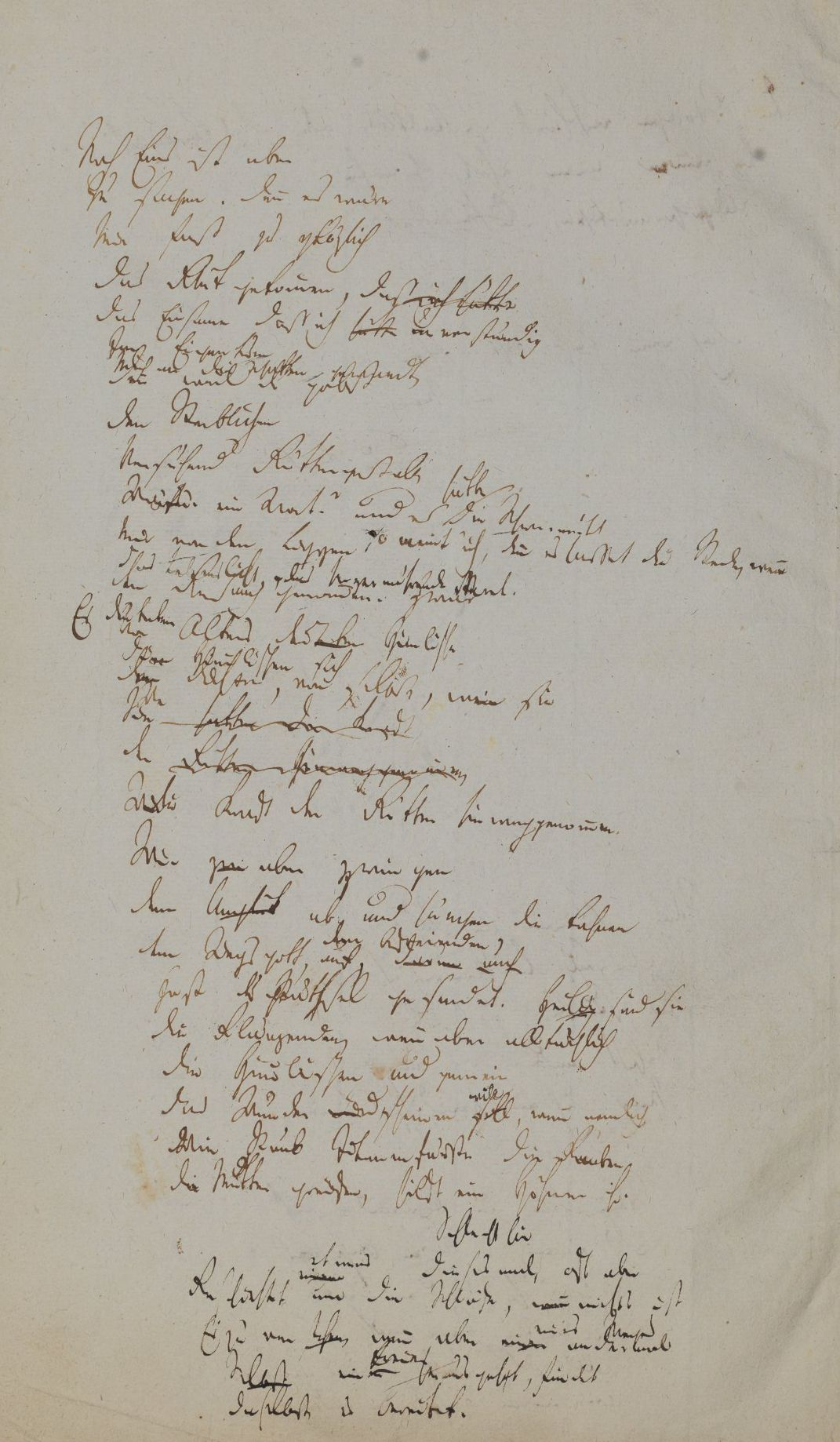
Vers 141–164

        Noch Eins ist aber

        Zu sagen. Denn es wäre

        Mir fast zu plözlich

        Das Glük gekommen,

145  Das Einsame, daß ich unverständig

        Im Eigentum

        Mich an die Schatten gewandt,

        Denn weil du gabst

        Den Sterblichen

150  Versuchend Göttergestalt,

        Wofür ein Wort? so meint’ ich, denn es hasset die Rede, wer

        Das Lebenslicht das herzernährende sparet.

        Es deuteten vor Alters

        Die Himmlischen sich, von selbst, wie sie

155  Die Kraft der Götter hinweggenommen.

        Wir aber zwingen

        Dem Unglük ab und hängen die Fahnen

        Dem Siegsgott, dem befreienden auf, darum auch

        Hast du Räthsel gesendet. Heilig sind sie

160  Die Glänzenden, wenn aber alltäglich

        Die Himmlischen und gemein

        Das Wunder scheinen will, wenn nemlich

        Wie Raub Titanenfürsten die Gaaben

        Der Mutter greifen, hilft ein Höherer ihr.
Der Dichter setzt die Reflexion über seinen Gesang fort: „Noch Eins ist aber / Zu sagen“ (Vers 141–142). Mit „du“ (Vers  148 und 159) redet er jetzt den Vater an. Im Übermaß des Glücks (Vers 144 greift Vers 139 auf) darüber, dass der Vater in der götterfernen Zwischenzeit den „Sterblichen / Versuchend Göttergestalt“ verliehen hat, insbesondere der Madonna, könnten die Menschen sich fragen „Wozu ein Wort?“ (Vers 151) und die weitere intellektuell-sprachliche Auseinandersetzung mit dem Göttlichen unterlassen. „Produktive Entäußerung in den Gesang wird unmöglich, wenn der Mensch <...> sich göttergleich im Glück einzurichten sucht.“ Dem begegnet in der letzten Strophe das „Wir“ der Gemeinschaft des Dichters mit allen Gottsuchenden, die sich dem „Unglück“ der Gottferne stellen. Sie versuchen die „Räthsel“ zu lösen, die der Vater gesendet hat. Mit den Rätseln könnten die Manifestationen des Göttlichen gemeint sein, im Kontext des Gedichts besonders die Madonna und ihr Sohn sowie „alle Personen, Zustände und Begebenheiten des christlichen Zeitalters, die letzten Endes eine Sendung des Göttervaters (bzw. des Naturgangs) sind, deren rätselhaften Charakter zu begreifen Aufgabe derjenigen ist, die noch oder schon das Göttliche ahnen“. „Heilig sind sie / Die Glänzenden,“ die Himmlischen. Droht das Denken an sie im Alltäglichen zu verflachen, der Gleichgültigkeit zu verfallen, oder von „Titanenfürsten“, dem finsteren Geschlecht (Vers 122) zerstört zu werden, dann – so die abschließende Hoffnung – wird der Vater helfend eingreifen.
„Für Christen mag <...> ein besonderer Reiz der Lektüre darin liegen, zu beobachten, wie hier ein Dichter vor über 200 Jahren mit dem Ausschließlichkeitsanspruch der Religionen ringt. Hölderlin sprengt die Vorstellung auf, dass allein im Christentum Heil zu finden ist. Gleichwohl bleibt er in seinen Gedichten ein Verehrer Gottes, Marias und Jesu Christi.“